# Polytechnische Universität Brunei

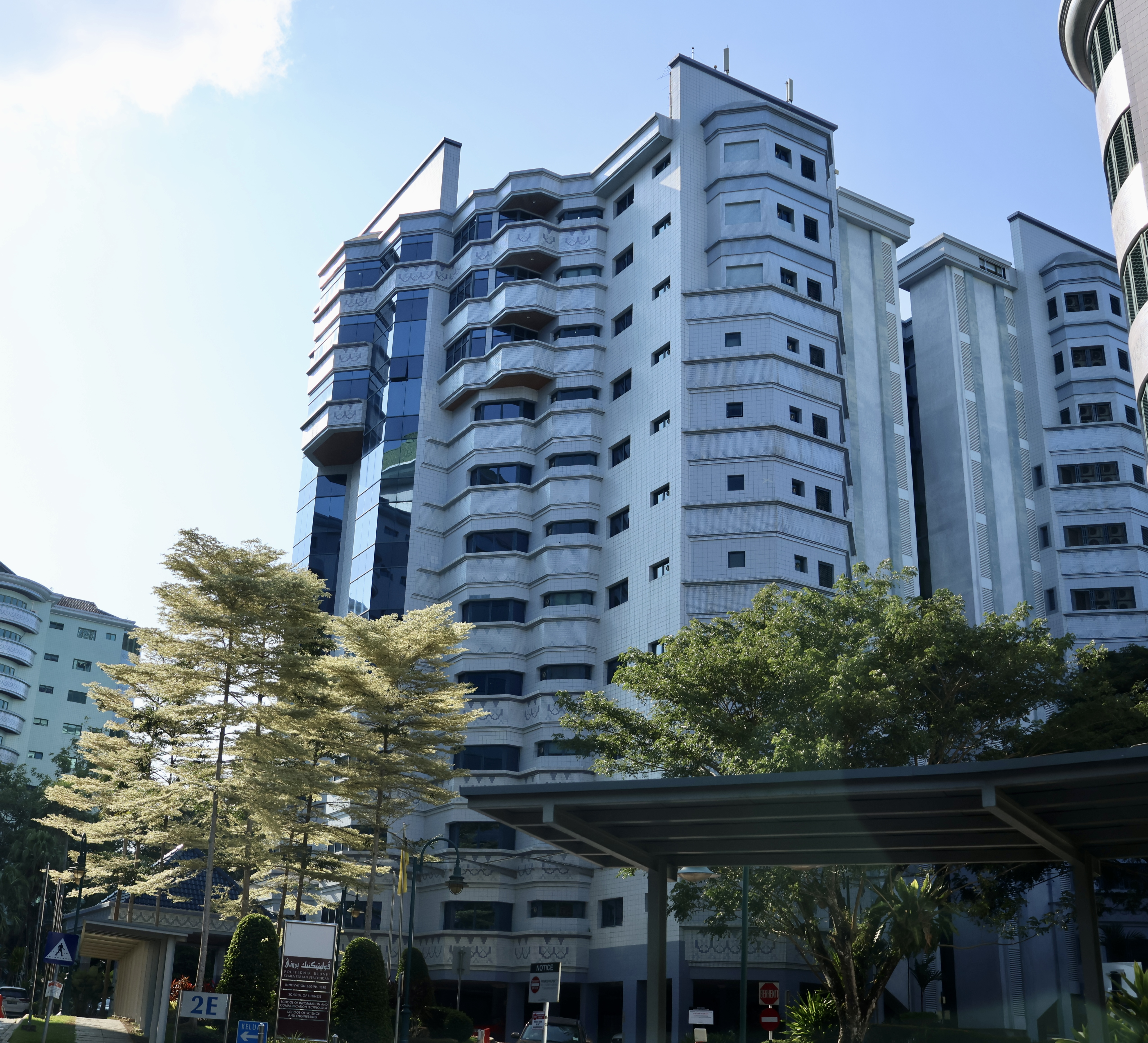
Polytechnische Universität Brunei (2024)

Polytechnische Universität Brunei (PB; malaiisch Politeknik Brunei; Jawi: ڤوليتيكنيك بروني, Brunei Polytechnic) ist die erste Technische Universität in Brunei. Die Universität wurde 2008 mit Zustimmung von Sultan Hassanal Bolkiah gegründet und eröffnete im Januar 2012. Die Studenten können ein Diplom erwerben.

## Fakultäten
Die Politeknik Brunei besteht aus vier Fakultäten:
- School of Business
- School of Information Technology
- School of Science and Engineering
- School of Health Sciences

## Campus
Gegenwärtig verfügt die Hochschule über drei Campus. Der Hauptcampus und der Campus der School of Health Sciences befindet sich im Distrikt Brunei-Muara, während eine Außenstelle im Distrikt Belait besteht.

### Hauptcampus
Der Hauptcampus in Brunei-Muara ist noch ein provisorisch untergebracht und befindet sich in einem der Wohngebäude, die bei den Südostasienspielen 1999 zur Unterbringung der Athleten gedient hatten. Der Standort ist Jalan Ong Sum Ping in Bandar Seri Begawan. An diesem Standort befinden sich die School of Business und die School of Information Technology.
Auch das Büro des Direktors und andere Verwaltungsbüros befinden sich in diesem Komplex.

### Satellite campus
Der Campus der School of Health Sciences befindet sich beim PAPRSB Institute of Health Sciences der Universität von Brunei Darussalam. Die Kurse, die dort angeboten werden, waren früher Teil des Angebots der Universität aber seit 2016 wurden sie unter die Verwaltung der Politeknik gestellt.
Der Campus in  Belait befindet sich in Lumut, ca. 91 km vom Hauptcampus entfernt. Dort befindet sich die School of Science and Engineering. Die Kurse sind hauptsächlich technischer Natur aber es gibt auch Programme für Innenarchitektur und Architektur.

## Programme
Alle Kurse dauern drei Jahre. Nach Bestehen erhalten die Studenten ein Diplom. Die Programme sind akkreditiert als Level 5 im National Qualifications Network, außer dem Diplom für Health Sciences, welches als Level 4 eingestuft ist.
Neben Architektur, Wirtschaft, Ingenieurwesen, Informationstechnologie wird auch Innenarchitektur, Hebammen-Arbeit, Pflege und orthopädietechnik unterrichtet.